# Győző Szépligeti
Győző Szépligeti, född den 21 augusti 1855 i Zirc, död den 24 mars 1915 i Budapest var en ungersk botaniker, naturvetare och entomolog.
Auktorsnamnet Szépl. kan användas för Győző Szépligeti i samband med ett vetenskapligt namn inom botaniken; se Wikipediaartiklar som länkar till auktorsnamnet.